# Grotta Cosquer

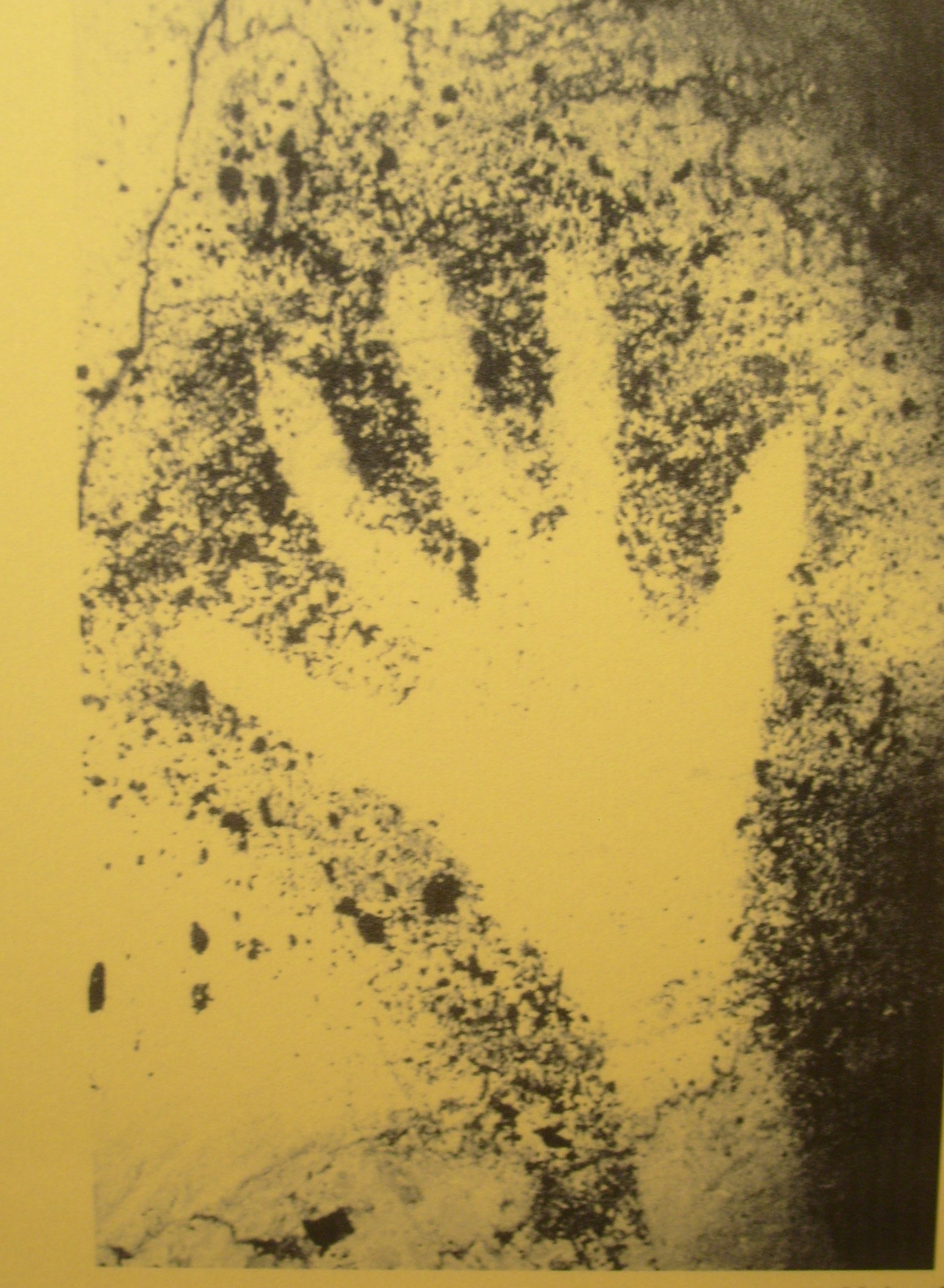

La grotta Cosquer è una delle più interessanti grotte sommerse al mondo, grazie alla presenza di graffiti preistorici i più antichi dei quali risalgono a circa 27 000 anni fa. Prende il nome da Henri Cosquer, un sub francese che la scoprì nel 1985. L'ingresso è situato nel mar Mediterraneo a 37 m di profondità, pochi km a est di Marsiglia.

## La scoperta
Henri Cosquer, sommozzatore professionista, scoprì casualmente l'ingresso sommerso della grotta nel 1985, mentre si trovava in immersione a 37 m di profondità nella baia di Triperie nei pressi di cap Morgiou, vicino alla cittadina di Cassis. Pensando di trovarsi davanti a una grotta interessante, vi entrò, percorrendo un buio corridoio sottomarino lungo 175 m circa sfociante in un'ampia sala solo parzialmente allagata, di circa 50 m di diametro e presentante numerose stalattiti. Fu solo poco tempo dopo, sviluppando le foto scattatevi, che Cosquer s'accorse dell'impronta di una mano con sole tre dita impressa su una parete.

Sezione della grotta

Il sub tornò quindi nella grotta, stavolta in compagnia di alcuni amici, e la scoperta si rivelò sensazionale: più di cento figure, geometriche, di mani umane e di animali, erano dipinte sulle pareti e ricoperte da un sottile strato di calcite. Vennero contattati quindi gli esperti, e nel 1991 il paleontologo Jean Courtin visitò la grotta e studiò i dipinti, che stimò databili a non meno di 20 000 anni prima: dunque, più antichi di quelli di Lascaux, risalenti a "solo" 13 000 anni or sono. Nel 1991 la scoperta venne resa nota.

## Gli sviluppi e la verifica dell'autenticità
La grotta venne subito, e a più riprese, visitata e studiata da vari esperti che però, a causa della "sensazionale" età delle pitture e alle non attendibili prove col carbonio 14 (i dipinti erano troppo antichi per poterne garantire l'età), pensavano si trattasse di clamorosi falsi, realizzati ad arte dallo stesso Cosquer e amici per farsi pubblicità. Ma a favore della sincerità del sub francese giocava un ruolo fondamentale la calcite che copriva gli affreschi: questa si forma per sedimentazione, e tale processo può durare millenni, quindi è difficilmente falsificabile nel giro di poco tempo.
La conferma definitiva dell'autenticità delle pitture è arrivata solo nel 1998, quando un attentissimo studio dei materiali usati per la loro realizzazione ha riscontrato tracce di legno e pollini estinti nella zona dalla fine dell'ultima era glaciale. Dunque, la grotta Cosquer è databile a un periodo compreso tra i 27 100 - 19 000 anni orsono: più antica, quindi, di Lascaux e una delle più antiche in assoluto.

## La grotta nella Preistoria
Dalla ricostruzione scientifica, s'è potuto appurare che, 27 000 anni fa, la grotta era situata ai piedi di un calanco, avanti al quale si trovava probabilmente una steppa: era il periodo dell'ultima glaciazione, dunque il clima era assai più rigido di adesso e paragonabile a quello dell'attuale Norvegia. Il mare si trovava a 8–10 km di distanza, con l'imbocco della grotta a circa 120 m s.l.m. Gli uomini preistorici (in prevalenza, cromagnoidi) la frequentavano a scopi rituali o di caccia, ed è stato appurato che, nel periodo intercorso tra le diverse datazioni delle pitture, la cavità rimase abbandonata.

## Le pitture e la destinazione d'uso
Le pitture della grotta, per stile e raffigurazioni, vanno divise in due periodi ben distinti di frequentazione dell'ambiente, entrambi siti nel Paleolitico superiore.
Il primo periodo è databile a 27 100 anni fa, quindi al pieno Gravettiano. Le figure a esso risalenti sono per lo più impronte di mani, realizzate con la tecnica dello "stampino": la mano veniva appoggiata alla parete, e su di essa gli uomini preistorici soffiavano una polvere ocracea, che ne lasciava l'ombra sulla roccia. Ciò che maggiormente colpisce, nella grotta Cosquer, è che la maggior parte delle mani si presentano prive di alcune, se non di tutte le dita; a tal proposito, sono state formulate le più svariate ipotesi, dalla mutilazione rituale a un vero e proprio alfabeto in segni. Sono presenti, poi, numerose impronte impresse direttamente nella parete, oltre a ben visibili graffi e ditate disposti in maniera particolare, fino ad arrivare alle prime figure animali: alcuni cavalli e figure simili a cervi incise sulla parete, fino ad arrivare a quelle che, con pochi dubbi, sono rappresentazioni di un organo sessuale femminile e uno di sesso maschile, che confermerebbero la destinazione rituale delle incisioni.
Il secondo periodo di frequentazione è databile a 18-19 000 anni fa, quindi ascrivibile al Solutreano. Le figure a esso inerenti sono molte di più, nonché assai diverse: tema preferito adesso è quello degli animali e compaiono più di cento figure, tra stambecchi, cavalli, buoi, uri, bisonti, meduse e altri ancora, oltre a particolari figure geometriche di difficile interpretazione. Le figure superstiti sono quelle che si trovano al di sopra del livello del mare: gli studiosi hanno calcolato che molte altre figure sono state, nel corso dei millenni, cancellate dall'acqua e dai minerali.
Il materiale usato per la realizzazione delle pitture consiste perlopiù in vari tipi d'ocra e carboni di legna misti. Il tipo di legna usato, dimostratosi rivelatore per la datazione della grotta, apparteneva a pino silvestre e pino nero, alberi estinti nella zona da almeno diecimila anni; inoltre, nella legna sono stati ritrovati pollini appartenenti a betulle, albero tipico dei climi freddi, che conferma l'epoca glaciale. A tal proposito, sul pavimento della grotta sono stati trovati i resti di un focolare, ma nessuna traccia di ossa o oggetti di vita quotidiana. Ciò confermerebbe che la grotta non fosse usata come abitazione, ma come santuario, nel quale gli uomini preistorici si ritrovavano per incontrarsi e compiere riti magici particolari per propiziarsi la caccia.
Lo stile di questi animali (alcuni anche semplicemente incisi nella roccia) è splendidamente naturalistico nonché "moderno": lo studioso Jean Clottes ha notato che le figure sono tutte rappresentate di profilo, ma le orecchie e le zampe, accoppiate, sono raffigurate frontalmente per dare l'idea della tridimensionalità.

## Stato attuale
A causa della sua posizione al di sotto del livello del mare, la grotta è chiusa al pubblico. L'accesso è consentito solo agli studiosi e il tunnel sottomarino è stato ostruito con dei massi. Recentemente è stato presentato un progetto per rendere accessibile la grotta da terra con l'ausilio di un ascensore sotterraneo, ma l'ipotesi è stata scartata per le conseguenze che potrebbero derivarne a causa della pressione.

## Museo Cosquer
Per poter usufruire e visitare questa grotta è stato creato a Marsiglia il Cosquer Méditerranée, una struttura museale espositiva all'interno del quale è possibile visitare fisicamente la grotta ricostruita con anche riprodotti i vari graffiti preistorici.